# Alfonso IV de León
Alfonso IV de León, llamado el Monje (c. 899-Ruiforco de Torío, agosto de 933), fue rey de León entre los años 926 y 931 e hijo del rey Ordoño II de León y de la reina Elvira Menéndez.
Fue coronado en la ciudad de León en el año 926 y renunció al trono en 931 tras la muerte de su esposa, la reina Onneca Sánchez de Pamplona, que era hija del rey Sancho Garcés I de Pamplona y de la reina Toda Aznárez de Pamplona. Tras su abdicación profesó como religioso en el monasterio de Sahagún, aunque intentó recuperar el trono leonés con ayuda de algunos familiares suyos. Su hermano, Ramiro II, que ya reinaba en su lugar, lo capturó y ordenó cegarlo junto a otros individuos como Alfonso Froilaz, que también había sido rey de León y había ayudado a Alfonso IV a intentar recuperar la corona. Tras ser cegados, todos ellos fueron llevados al monasterio de Ruiforco de Torío, donde Alfonso IV permaneció hasta su muerte, ocurrida en el año 933.

## Orígenes familiares
Fue hijo del rey Ordoño II de León y de su primera esposa, la reina Elvira Menéndez. Por parte paterna era nieto del rey Alfonso III de Asturias y de la reina Jimena de Asturias y por parte materna del magnate gallego Hermenegildo Gutiérrez, conde de Tuy y de Oporto y primer reconquistador de Coímbra, y de Ermesenda Gatónez.
Fue hermano de los reyes Ramiro II de León y Sancho Ordóñez, sobrino carnal del rey Fruela II y primo del hijo de este, Alfonso Froilaz.

## Biografía

### Reinado (926-931)

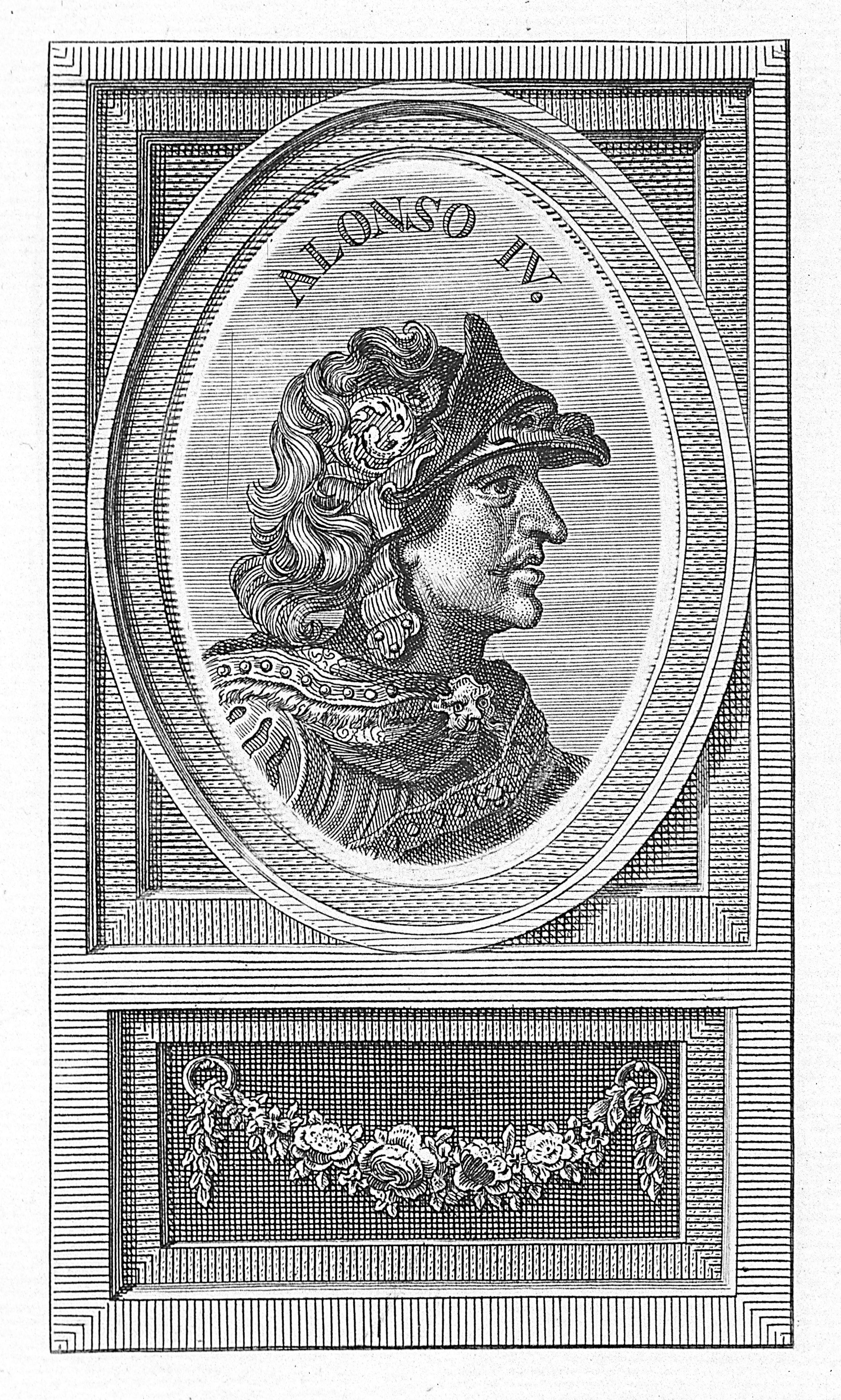
Alfonso IV, por Arnold van Westerhout (1684, Biblioteca Nacional de España, Madrid).

Su padre, Ordoño II, falleció en el año 924 y a su muerte fue sucedido en el trono leonés por su hermano, Fruela II de León, que falleció en el año 925. A la muerte de este se desencadenó una guerra civil en el reino leonés entre los hijos de Fruela II, Alfonso Froilaz y sus hermanos Ordoño y Ramiro, y los hijos de Ordoño II de León, Sancho, Alfonso y Ramiro, que durante el reinado de su tío Fruela II se habían refugiado en tierras gallegas y miñotas, donde dos de ellos, Sancho y Ramiro, habían escogido esposas entre las hijas de los nobles más destacados de allí. De ese modo, Sancho Ordóñez contrajo matrimonio con Goto Núñez, miembro de la más alta nobleza gallega y bisnieta del conde Hermenegildo Gutiérrez, y Ramiro se casó con su prima hermana Adosinda Gutiérrez, que era hija del conde Gutierre Osórez y nieta por parte materna del conde Hermenegildo Gutiérrez.
Durante la guerra civil entre ambos bandos, los hijos del difunto Ordoño II de León fueron apoyados por el rey Sancho Garcés I de Navarra, que era suegro de Alfonso, así como por los nobles gallegos, que apoyaban a Sancho Ordóñez, hermano de Alfonso. También fue apoyado por los condes castellanos y por los portugueses, que respaldaban al infante Ramiro, hermano de Alfonso.
Alfonso IV fue coronado como rey de León el día 12 de febrero del año 926. Él y sus hermanos se repartieron el reino ese mismo año. Al hermano mayor, Sancho Ordóñez, que contrajo matrimonio con una dama gallega, Goto Núñez, le correspondió el reino de Galicia, que se extendía desde la costa cantábrica hasta el río Miño. Al infante Ramiro, hermano menor de Alfonso IV de León, le correspondió el gobierno del territorio portucalense, con capital en Viseo. Por su parte, Alfonso Froilaz continuó refugiado en territorio asturiano.
Los hermanos de Alfonso IV mantuvieron buenas relaciones con él durante su reinado. Alfonso Froilaz permaneció en Asturias, donde conservaba numerosos partidarios, hasta el año 932. Cuando Alfonso IV comenzó a reinar hizo regresar al obispo Fruminio, que había sido desterrado por el rey Fruela II de León. Las crónicas de la época señalan que el rey Alfonso IV se distinguió por su vocación religiosa y por su talante pacífico, lo que fue criticado en su obra por el padre Juan de Mariana, que señaló que el rey no se distinguió en la lucha contra los musulmanes, que dominaban la mayor parte de la península ibérica, y que no realizó ninguna conquista significativa durante su reinado. En el año 929 Alfonso IV donó la villa de Naves, situada junto al río Esla, al monasterio de San Cosme y San Damián. Entre los confirmantes de dicha donación figuraron el infante Ramiro, hermano de Alfonso IV, y los obispos Juliano y Dulcidio.
En el verano del año 929, en alguna fecha comprendida entre el día 10 de junio y el día 8 de agosto, falleció el rey Sancho Ordóñez, hermano mayor de Alfonso IV, y a su muerte el reino de Galicia fue reintegrado por Alfonso IV al reino de León. Alfonso IV contaba con el respaldo del magnate gallego Gutierre Menéndez, quien recibió varios señoríos situados en la zona de Lugo del monarca leonés a cambio de su apoyo. La reintegración del reino de Galicia fue pacífica, como refiere el cronista musulmán de la época Ibn Hayyan:

Al poco murió Sancho, en la región donde se había refugiado, sin dejar hijos, con lo que esta pasó al rey unánimemente aceptado, Alfonso, que ya no tuvo competidor en el poder.

Durante el reinado de Alfonso IV de León surgió un pleito entre los frailes del monasterio de Ruiforco, donde el monarca moriría en el año 933, y los vecinos de las villas de Manzaneda de Torío y Garrafe de Torío. El rey se desplazó con su Corte a Manzaneda de Torío y el día 29 de enero del año 931 señaló los términos de la villa de Manzaneda, resolviéndose el pleito a favor de los frailes del monasterio que continuaron poseyendo todas las tierras que Alfonso III había entregado al monasterio.

### Abdicación y muerte (931-933)

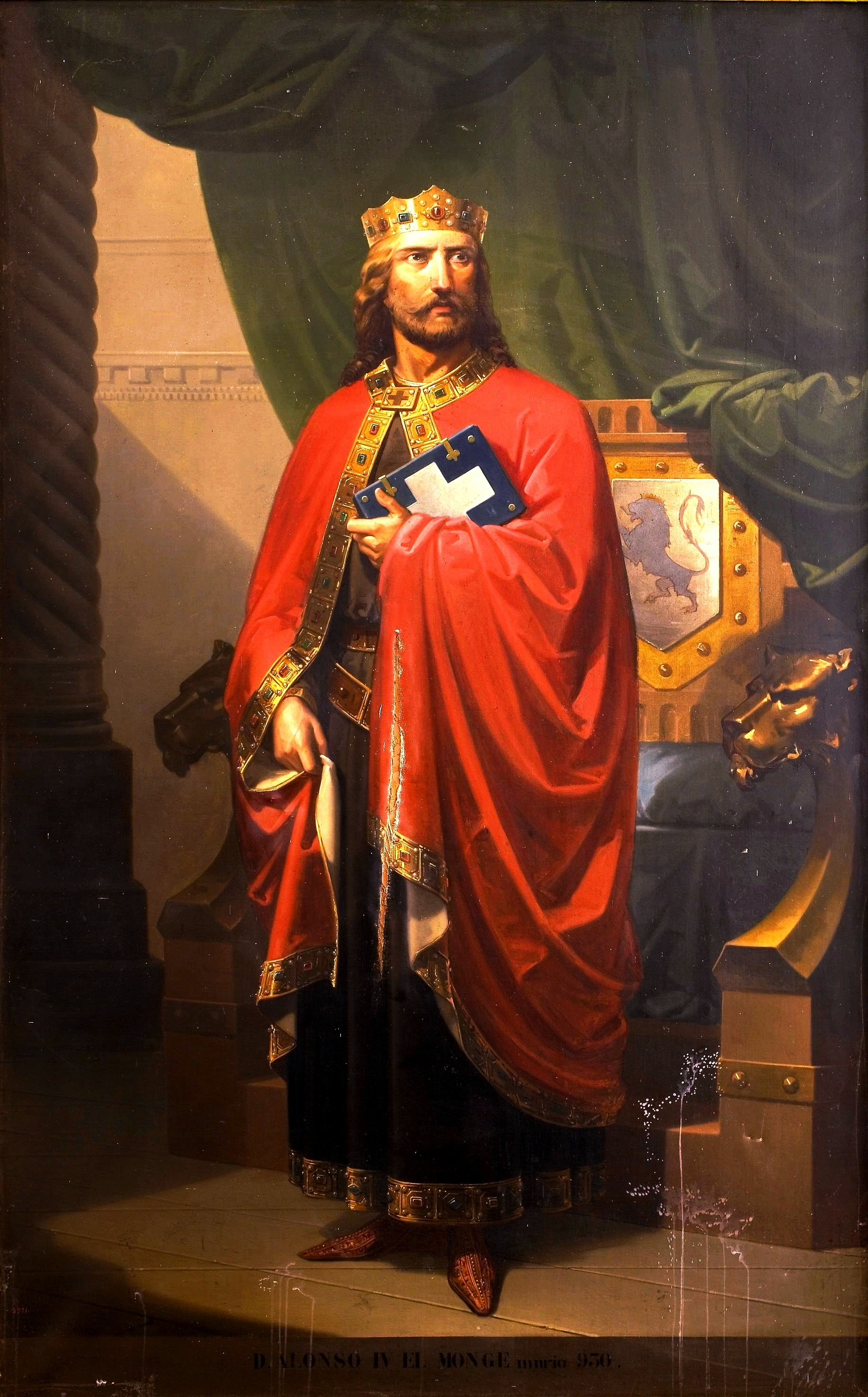
Retrato imaginario de Alfonso IV el Monje, rey de León, por Eduardo Cano de la Peña. Ca. 1851. (Museo del Prado, Madrid).

En el verano del año 931, aunque se desconoce la fecha exacta, falleció la reina Onneca Sánchez de Pamplona, esposa de Alfonso IV. El último diploma en el que figura el nombre de la reina Onneca entre los confirmantes fue emitido el día 11 de abril del año 931. El día 27 de junio de ese mismo año, hallándose en la ciudad de Burgos, Alfonso IV donó al monasterio de San Pedro de Cardeña todas las tierras comprendidas entre los municipios de Orbaneja Riopico, Villayuda, Castañares y Villabáscones (actual San Medel).
A la muerte de su esposa, que le afectó profundamente, según refieren las crónicas de la época, Alfonso IV decidió abdicar y entregar el trono leonés a su hermano, el infante Ramiro, que gobernaba el territorio portucalense y tenía su capital en Viseo. El rey informó a su hermano de su intención de abdicar y el infante Ramiro acudió entonces, acompañado por numerosos magnates de las tierras situadas entre los ríos Miño y Mondego, a la ciudad de Zamora. El obispo Sampiro relató estos sucesos del siguiente modo:

Alfonso, hijo de D. Ordoño, recibió el cetro paterno. Manteniéndose este en el reino vínole deseo de tomar camino de penitencia, y empleándose en tales ocupaciones, envió emisarios por su hermano Ramiro a tierras de Viseo, diciendo como quería renunciar al reino y cederlo a su hermano. Vino Ramiro ciertamente a Zamora con todo el ejército de sus magnates, y recibió el reino, adelantándose por cierto su hermano a un monasterio en el lugar que se llama de los Señores Santos (Sahagún), sobre la orilla del río Cea.

Y el historiador Gonzalo Martínez Díez señaló que el rey Ramiro debió trasladarse después a la ciudad de León y que posteriormente se dirigiría al reino de Galicia, pues el día 31 de agosto del año 931 confirmó al monasterio de San Julián de Samos todas las donaciones que sus predecesores en el trono leonés habían otorgado en el pasado al cenobio gallego.
Varios meses después, y una vez finalizadas las negociaciones entre Alfonso IV y su hermano en las que ambos fijaron las condiciones de la cesión del trono, Ramiro II fue coronado rey de León en la iglesia de Santa María y San Cipriano de León, que posteriormente sería la catedral de León, dando comienzo a su reinado, al tiempo que su hermano, Alfonso IV el Monje, profesaba como religioso en el monasterio de Sahagún.
No obstante, las crónicas de la época señalan que Alfonso IV se arrepintió de haber renunciado al trono y abandonó el monasterio de Sahagún y se dirigió a Simancas, aunque allí sus parientes le disuadieron de sus propósitos y le persuadieron para que regresase al monasterio, donde volvió a tomar los hábitos. Gonzalo Martínez Díez señaló que la decisión de Alfonso IV de abandonar el monasterio y recuperar el trono debió de ocurrir en el invierno del año 931. El historiador andalusí Ahmad ibn Muhammad al-Razi consignó del siguiente modo el primer intento de Alfonso IV de recuperar el trono leonés:

Luego algunas personas enemistadas con el rey Ramiro lo maliciaron [a Alfonso IV] en su contra y le hicieron arrepentirse de haberle dejado el reino, haciéndole temer que pudiera hacerle daño y desear recuperar el poder: le prometían alzarse con él contra su hermano Ramiro sin ahorrar esfuerzo hasta devolverle el poder y deponer a este. Movido por la ambición, salió del monasterio donde estaba y entró en Simancas, en disputa con Ramiro, mas sus tíos y ancianos de su familia se reunieron con él y reprocháronle grandemente el abandono del monacato, la acción iniciada contra la solidaridad familiar y la sedición que provocaba entre los cristianos, asustándole con que estos podrían desahuciarlo e incluso hacerle culpable de crimen y maldición, con lo que se arrepintió y volvió rápidamente al monasterio en que estuvo, sin llegar a reunir mesnada, ni producir guerra, regresando al monacato y manifestando arrepentimiento de su propósito. Se tonsuró como clérigo, tomó báculo, y estuvo viviendo en el monasterio algún tiempo, pero mientras tanto su corazón sentía deseos mundanos y su hermano Ramiro, que había concebido temor de él, le guardaba rencor.

En la primavera del año 932, después de haber permanecido varios meses en el monasterio de Sahagún, Alfonso IV abandonó el monasterio. Contando con el apoyo de Alfonso Froilaz y sus hermanos, Ramiro y Ordoño, hijos todos ellos del rey Fruela II de León, y aprovechando que su propio hermano Ramiro II se encontraba en Zamora reuniendo tropas para acudir en auxilio de la ciudad de Toledo, sitiada por las tropas del califa Abderramán III, intentó de nuevo recuperar el trono.
Cuando Ramiro II tuvo conocimiento de que su hermano Alfonso pretendía recuperar el trono, envió un destacamento de tropas para socorrer a los sitiados en Toledo y posteriormente se dirigió a León, donde se hallaba Alfonso IV, al que capturó. Ramiro II derrotó a los sublevados y ordenó encerrarlos en prisión. Cedió las propiedades de Alfonso Froilaz y sus hermanos, que habían ayudado a Alfonso IV a intentar recuperar el trono, al conde Gutierre Osóriz, que se había mantenido leal.
A continuación, Ramiro II se dirigió a Asturias y capturó a Alfonso Froilaz y a sus hermanos, Ordoño y Ramiro, y los llevó con él a León, donde los encerró junto a Alfonso IV. En el año 932 Ramiro II ordenó que Alfonso IV y Alfonso Froilaz y sus hermanos fueran cegados, y que, posteriormente, fueran trasladados al monasterio de Ruiforco, donde los cuatro prisioneros permanecieron hasta su muerte.
El monasterio de Ruiforco de Torío fue fundado en los primeros años del siglo X por Alfonso III de Asturias, abuelo de Alfonso IV, aunque algunos historiadores afirmaron erróneamente que había sido fundado por el arrepentido Ramiro II para que su hermano y sus parientes cegados pudieran vivir allí rodeados por todo tipo de atenciones y cómodamente mientras viviesen. Julio Pérez Llamazares señaló la posibilidad de que Ramiro II crease un señorío con las posesiones del monasterio para que su hermano y los otros prisioneros de la realeza que permanecían en el monasterio, y que él había ordenado cegar, poseyesen una especie de señorío. Justiniano Rodríguez Fernández afirmó que, si lo relatado por el Tudense es cierto, Ramiro II ordenó trasladar, bien por propia iniciativa, bien a ruegos de su hermano, los restos de la reina Onneca Sánchez de Pamplona al monasterio de Ruiforco de Torío.
Alfonso IV falleció en el monasterio de Ruiforco aproximadamente en el mes de agosto de 933, y el obispo Sampiro señaló que su reinado había durado siete años y siete meses, en los que incluyó los dos años que transcurrieron desde que renunció al trono y también el año que vivió estando ciego.

## Sepultura
El cadáver de Alfonso IV recibió sepultura en el desaparecido monasterio de Ruiforco, donde según algunas fuentes también había sido enterrada su esposa, la reina Onneca.
Posteriormente, el rey Alfonso V de León ordenó trasladar los restos mortales de todos los miembros de la realeza sepultados en el monasterio de Ruiforco de Torío, incluidos los de Alfonso IV y su esposa, a la basílica de San Isidoro de León, donde fueron depositados junto a los de otros monarcas leoneses en una fosa común ubicada en un rincón de una de las capillas del lado del Evangelio. Sobre dicha fosa común Alfonso V ordenó erigir un altar dedicado a San Martín, obispo y confesor, aunque en la actualidad, como señalan diversos historiadores, resultaría imposible la identificación e individualización de los restos del rey Alfonso IV, que sin embargo figura en la lista de los monarcas sepultados en San Isidoro de León.

## Matrimonio y descendencia
Contrajo matrimonio en el año 928 con Onneca Sánchez de Pamplona, hija del rey Sancho Garcés I de Pamplona y de la reina Toda Aznárez. Fruto de su matrimonio nacieron dos hijos:
- Ordoño IV de León[b] (m. 962). Rey de León, contrajo matrimonio en el año 958 con Urraca Fernández, que había estado casada con Ordoño III de León y era hija del conde de Castilla Fernán González y de Sancha de Pamplona.[25] Fue sepultado en el panteón de reyes de San Isidoro de León.[20]
- Fruela[26] (m. después de 958). Consta su existencia por un documento otorgado el día 18 de noviembre del año 958 por su hermano Ordoño IV.

| Predecesor: Alfonso Froilaz | Rey de León 926 - 931 | Sucesor: Ramiro II de León |